# Пет+1
Пет+1 је шести соло албум реперске групе Прти Бее Гее. Објављен је 2021. године, под окриљем издавачке куће Mascom Records. Као и на осталим албумима, и у овом се појављује фронтмен ове групе Москри, који је преминуо 16 година пре овог албума, у нумерама Интро, Реп дружина, 20цм мађије и Смрт дроги, што као глас у позадини што као реп извођач.
Почетком априла 2022. године је изашла ексклузивно издање грамофонске плоче овог албума.

## Опште информације
Априла 2020. године избачен је спот с првим синглом Почасна турнеја који је најавио нови албум.
На албуму су гостовали музичари као што су Скај Виклер два пута и по једном Ајс Нигрутин и Бвана из Лагуне. Диск-џокеј Мрки се појавио на пет песама.
Поред песме Почасна турнеја, и за Cigging и 20цм мађије су изашли и спотови.
И овога пута назив албума означава прави редослед њихових албума. Претходни је био „Петарда”.
За разлику од претходних албума, у овом албуму је очито видљивије присуство кратких исечака из видео-записа који су преузети с интернета. Они су некад убачени као пратећи звук, али некад су саставни део текста на који се надовезују репери у својим строфама. Људи који се појављују у тим исечцима су различити, од председника Србије Александра Вучића (Државна комбина) преко Калета Господара Времена (20цм мађије) до публицисте Мирољуба Петровића (Најјачи у крају). За то је заслужан Микри Маус који већ дуже време на друштвене мреже качи управо сличне исечке у виду прича на фејсбуку и инстаграму.

## Списак песама
| №   | Назив                                         | Трајање |  |
| 1.  | Интро                                         | 0:48    |  |
| 2.  | Почасна турнеја (feat. Диск-џокеј Мрки)       | 2:27    |  |
| 3.  | Cigging (feat. Ајс Нигрутин, Диск-џокеј Мрки) | 3:44    |  |
| 4.  | Шмекери (feat. Диск-џокеј Мрки)               | 2:32    |  |
| 5.  | Грам ујутру (feat. Скај Виклер)               | 4:17    |  |
| 6.  | Државна комбина                               | 2:50    |  |
| 7.  | Мури ме јурија (feat. Скај Виклер)            | 3:04    |  |
| 8.  | Најјачи у крају (feat. Диск-џокеј Мрки)       | 2:19    |  |
| 9.  | Родитељи (feat. Диск-џокеј Мрки)              | 3:17    |  |
| 10. | Реп дружина (feat. Бвана из Лагуне)           | 2:47    |  |
| 11. | 20 цм мађије                                  | 3:43    |  |
| 12. | ТАИ масажа                                    | 2:18    |  |
| 13. | Авакари                                       | 3:30    |  |
| 14. | Смрт дроги!                                   | 0:54    |  |